# Stensjöborg
Stensjöborg är en fornborg i Tyresta nationalpark. Den ligger vid ”Fornborgsslingan” på norra sidan om Stensjön som namngav borgen. Från borgen har man en vidsträckt vy över Stensjön.

## Beskrivning

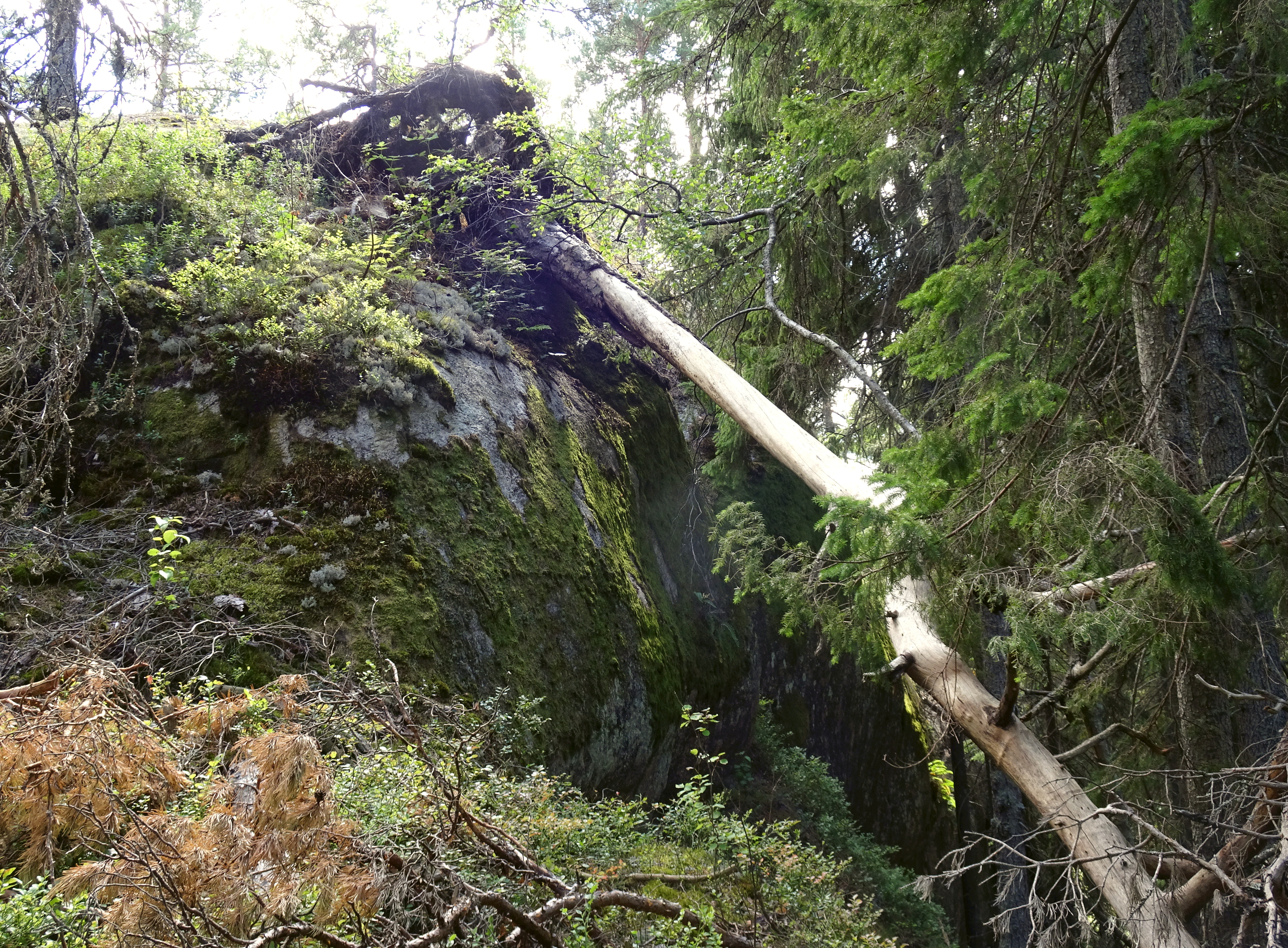
Stupet i väster.

Borgen har en utbredning på 220 × 150 meter och begränsas av två stenvallar (murar) i nordväst och öster samt av branta stup mot väster och mot sjön. Vallarna är 60 respektive 75 meter långa och två till fem meter breda och upp till 1,5 meter höga. Murarna är ovanlig välbevarade speciellt den mot öster. Stensjöborgen har två typer av murar; en med två murliv och en med bara ett murliv utåt och en bred topp som möter bergets lutning. I murarna finns flera öppningar.

## Funktion och ålder
Stensjöborgen var troligen ingen försvarsanläggning och forskare anser att fornborgar av Stensjöborgens storlek uppfördes för att avgränsa heliga platser och hade således rituell funktion. Exakt ålder för Stensjöborgen är svårt att fastställa, men fornborgar av denna typ finns från slutet av bronsåldern (cirka 500 f.Kr.) och fram till folkvandringstiden (cirka 500 e.Kr.).